# Banka pro mezinárodní vypořádání
Banka pro mezinárodní vypořádání (anglicky Bank for International Settlements – BIS; česky též Banka pro mezinárodní platby) je mezinárodní organizace pro podporu mezinárodní měnové a finanční spolupráce a slouží jako banka pro centrální banky.
Banka pro mezinárodní vypořádání má ústředí v Basileji ve Švýcarsku a dvě pobočky – v Hongkongu a v Mexico City.

## Historie
Banka byla založena v roce 1930 jako mezinárodní zúčtovací centrum pro vypořádání válečných náhrad placených poválečným Německem po první světové válce (odtud název). Kromě toho dostala za úkol spravovat mezinárodní půjčky německé vlády z let 1924 a 1930 vydané v rámci tzv. Dawesova plánu a Youngova plánu.
Koncem 30. let se BIS podílela na přesunu zlata z evropských centrálních bank do USA (více než 140 tun). V době války vydala prohlášení o neutralitě a odmítala transakce, ze kterých by profitovala jedna válčící strana na úkor druhé. Nemožnost přímé komunikace s členy správní rady v době války vedla k řadě problematických rozhodnutí.
Nejkontroverznější bylo i podle samotné BIS splnění příkazu Národní banky Československé pro převod části zlatých rezerv na účty Německé říšské banky, který by vydán v březnu 1939 krátce po okupaci Čech a Moravy. Později se ukázalo že byl vynucený. Během druhé světové války Říšská banka používala zlato ukradené v okupovaných územích k platbám řadě institucí, mezi jinými i BIS. Po válce se z ukořistěných německých dokumentů ukázalo, že 3,7 tuny zlata bylo ukradeno z centrálních bank Belgie a Nizozemska a v Německu přetaveno, aby se utajil jeho původ. V roce 1948 BIS toto zlato odevzdala Tripartitní komisi pro navrácení měnového zlata, která zlato zadržené v Německu přerozdělovala okradeným státům.
Patrně až do roku 1943 vyplácela BIS akcionářům dividendy.[zdroj?]

### Po druhé světové válce
Na konferenci v Bretton Woods v roce 1944 byl přijat návrh na její zrušení, protože se předpokládalo, že její funkce převezmou Mezinárodní měnový fond a Světová banka. K likvidaci Banky pro mezinárodní platby však nedošlo, po druhé světové válce bylo rozhodnuto, že se zaměří na evropské měnové a finanční záležitosti.
V roce 1947 byla BIS pověřena zúčtováním obchodních bilancí mezi zeměmi Beneluxu, Francií a Itálií a v roce 1950 i v celé nově vzniklé Evropské platební unii (EPU), jejímž cílem bylo obnovit konvertibilitu evropských měn. EPU zanikla v roce 1958.
V následujícím období až do počátku 70. let se působení banky rozšířilo na transatlantickou spolupráci v rámci Brettonwoodského systému. BIS spravovala společný zlatý fond pro intervence na trhu se zlatem a koordinovala společná opatření na ochranu měn (například libry šterlinků a francouzského franku). Tato opatření prodloužila funkčnost Brettonwoodského systému. V tomto období měla rozhodující postavení tzv. Skupina deseti (G10, členy byly Belgie, Kanada, Francie, Německo, Itálie, Japonsko, Nizozemsko, Švédsko, Spojené království a USA).
S koncem brettonwoodského systému a přechodem k plovoucím směnným kurzům se do popředí dostala otázka finanční nestability. Kolaps některých mezinárodně aktivních bank, zdůraznil potřebu zlepšit bankovní dohled na mezinárodní úrovni. Guvernéři G10 vytvořili Basilejský výbor pro bankovní dohled (BCBS), jehož činnost nadále pokračuje. BIS se vyvinula v globální místo pro setkávání regulátorů a pro vývoj mezinárodních standardů (Basilejský konkordát, Basilejská kapitálová dohoda, Basel II a Basel III). Prostřednictvím svých členských centrálních bank se BIS aktivně zapojila do řešení latinskoamerické dluhové krize v roce 1982.

### Evropská spolupráce
V roce 1964 vznikl v rámci EHS Výbor guvernérů centrálních bank s cílem užší koordinace měnových politik mezi členskými státy. Výbor guvernérů se scházel v BIS, protože se tam zároveň scházeli na zasedáních Rady BIS. BIS poskytovala i technickou podporu pro Evropský fond pro měnovou spolupráci od roku 1973 a pro Evropský měnový systém od roku 1979. V letech 1988-89 se v BIS sešel Výbor pro studium hospodářské a měnové unie, který položil základy Evropské měnové unie. Na konci roku 1993 byl Výbor guvernérů nahrazen Evropským měnovým institutem (EMI), který se v roce 1997 přeměníl na Evropskou centrální banku.

### Globalizace
Po roce 1994 BIS expandovala do všech významných světových ekonomik, které v souhrnu pokrývají asi 95 % světového HDP. Počet akcionářů se zvýšil ze 33 v roce 1995 na 60 v roce 2013. V souvislosti s tím otevřela BIS v roce 1998 zastoupení pro Asii a Tichomoří v Hong Kongu a v roce 2002 pro Ameriku v Mexico City.
Po zahájení ruské invaze na Ukrajinu v roce 2022 pozastavila BIS v březnu 2022 členství Centrální bance Ruské federace.

## Akcionáři
Zpočátku BIS vznikla jako akciová společnost a část akcií byla některými centrálními bankami (Belgie, Francie a USA) odprodána veřejnosti, v roce 2001 na mimořádném zasedání byly provedeny změny a všechny soukromé akcie byly vykoupeny. V roce 2005 byly tyto akcie odprodány členským centrálním bankám. K roku 2018 bylo akcionáři BIS celkem 60 centrálních bank z celého světa.
Základní kapitál banky při jejím založení byl 1,5 miliardy zlatých franků.[zdroj?] Zlatý frank odpovídal 0,290322 g ryzího zlata. Tato parita byla shodná se zlatým obsahem švýcarského franku v době založení banky v roce 1930. V roce 2003 byl zlatý frank nahrazen jednotkou SDR (Special Drawing Rights – Zvláštní práva čerpání).

## Sídlo
Jako sídlo BIS byly původně navrhovány Londýn (vetováno Francií) a Brusel (vetováno Británií). Nakonec byla vybrána Basilej s ohledem na neutrální status Švýcarska a dobré vlakové spojení. Od svého založení v roce 1930 až do roku 1977 banka sídlila na adrese Centralbahnstrasse 7 v budově bývalého Grand Hôtel et Savoy Hôtel Univers naproti hlavnímu vlakovému nádraží.
V roce 1977 se sídlo banky přesunulo do nedaleké nově vybudované administrativní budovy (BIS Tower) na adrese Centralbahnplatz 2. Budova má na základě dohody se Švýcarskou federální radou status obdobný velvyslanectví cizích států. Je rovněž vedena v seznamu kulturního dědictví Švýcarska.
V roce 1998 získala BIS budovu na adrese Aeschenplatz 1 v Basileji, kde sídlí její bankovní a IT oddělení, útvary řízení rizik a financí.

## Současné zaměření banky
Podle statutu může Banka pro mezinárodní platby kupovat a prodávat zlato na vlastní účet nebo na účet centrálních bank, nakupovat a prodávat devizy, otevírat běžné a depozitní účty u centrálních bank. Nesmí však poskytovat půjčky vládám, otevírat jim běžné účty, nabývat nemovitosti, akcie apod.
Zhruba od počátku 21. století se BIS zaměřuje hlavně na rozvoj spolupráce mezi centrálními bankami členských zemí, na vytváření příznivých podmínek pro mezinárodní finanční operace. Úzce spolupracuje s Mezinárodním měnovým fondem a Skupinou světové banky.
K roku 2017 působí BIS především jako:
- centrum mezinárodní spolupráce, zejména v oblasti centrálního bankovnictví a bankovního dohledu, s cílem zajištění měnové a finanční stability
- centrum mezinárodního ekonomického a měnového výzkumu
- banka centrálních bank, zejména v oblasti spolupráce při řízení jejich devizových rezerv
- zprostředkovatel při uzavírání mezinárodních finančních dohod

### Pracovní skupiny v rámci BIS
BIS postupně ustavila několik výborů pro podporu finanční a měnově stability:
- Basilejský výbor pro bankovní dohled (BCBS, od roku 1974),
- Výbor pro trhy (od roku 1964),
- Výbor pro globální finanční systém (CGFS, od roku 1971),
- Výbor pro platební a tržní infrastruktury (CPMI, od roku 1990).
- Fórum pro řízení centrálních bank (Central Bank Governance Forum) a
- Výbor Irvinga Fischera pro statistiku centrálních bank (Irving Fischer Committee on Central Bank Statistics).

### Institut pro finanční stabilitu
Institut pro finanční stabilitu (Financial Stability Institute, FSI) byl založen v roce 1998 v reakci na Asijskou finanční krizi ve spolupráci s Basilejským výborem pro bankovní dohled. Jeho úkolem je pomáhat orgánům bankovního dohledu po celém světě při zlepšování a posilování jejich finančních systémů. Předsedou institutu byl od jeho založení až poloviny roku 2016 Josef Tošovský.

### BIS Innovation Hub
BIS Innovation Hub funguje od roku 2019, je zaměřen na spolupráci centrálních bank v oblasti vývoje digitálních technologií na podporu centrálních bank a zlepšení fungování finančního systému. Multidisciplinární týmy, které řeší jednotlivé projekty, sídlí ve Frankfurtu/Paříži, Hong Kongu, Londýně, New Yorku, Torontu, Singapuru, Basileji a Stockholmu.
Projekty řešené v rámci BIS Innovation Hub jsou zaměřeny na 6 témat:
- digitální technologie pro dozorce a regulátory finančních trhů
- budoucí infrastruktury finančních trhů
- digitální peníze centrálních bank
- open banking
- kybernetická bezpečnost
- zelené finance

K tématu digitální peníze centrálních bank bylo do poloviny roku 2023 realizováno 12 projektů a další byly rozpracovány. Projekty jsou zaměřeny na jednotlivé aspekty CBDC na národní i mezinárodní úrovni. Kromě technických otázek realizace systému řeší rovněž klíčové otázky zabezpečení soukromí a kybernetickou bezpečnost.

### Nezávislé pracovní skupiny
BIS poskytuje zázemí několika pracovním skupinám, které jsou na ní právně nezávislé:
- Rada pro finanční stabilitu (Financial Stability Board, FSB),
- Mezinárodní asociace pojistitelů depozit (International Association of Deposit Insurers) a
- Mezinárodní asociace pro dohled nad pojišťovnictvím (International Association of Insurance Supervisors, IAIS).

### Projekt Nexus
Banka pro mezinárodní platby uzavřela 30. června 2024 dohodu s centálními bankami Malajsie, Thajska, Filipín, Singapuru a Indie o realizaci mnohostranné mezinárodní iniciativy Nexus zaměřené na realizaci maloobchodních přeshraničních plateb. Indonésie je zapojena jako zvláštní pozorovatel. Platforma, jejíž spuštění se očekává do roku 2026, bude propojovat domácí systémy okamžitých plateb členských zemí.

## Členská základna
Členskou základnu tvoří k 25. 7. 2024 63 členů (centrálních bank či jiných monetárních institucí). S výjimkou zastoupení USA jde o akcionáře banky. Centrální bance Ruské federace je sice členem, ale BIS jí od března 2022 v reakci na zahájení ruské invaze na Ukrajinu pozastavila přístup ke svým službám a projektům.
- Alžírská banka**
- Centrální banka Argentiny*
- Rezervní banka Austrálie*
- Rakouská národní banka**
- Národní banka Belgie*
- Centralna Banka Bosne i Hercegovine
- Centrální banka Brazílie*
- Bulharská národní banka
- Bank of Canada*
- Centrální banka Chile**
- Čínská lidová banka*
- Bank of the Republic of Colombia**
- Hrvatska narodna banka
- Česká národní banka**
- Danmarks Nationalbank (Dánsko)**
- Bank of Estonia
- Evropská centrální banka*
- Bank of Finland**
- Banque de France*
- Deutsche Bundesbank (Německo)*
- Bank of Greece**
- Hong Kong Monetary Authority*
- Magyar Nemzeti Bank (Maďarsko)**
- Central Bank of Iceland
- Rezervní banka Indie*
- Bank Indonesia*
- Central Bank of Ireland**
- Banka Izraele**
- Bank of Italy*
- Bank of Japan*
- Bank of Korea*
- Central Bank of Kuwait**
- Latvijas Banka (Lotyšsko)
- Lietuvos bankas (Litva)
- Central Bank of Luxembourg**
- Central Bank of Malaysia*
- Bank of Mexico*
- Bank Al-Maghrib (Centrální banka Maroka)**
- De Nederlandsche Bank (Nizozemsko)*
- Reserve Bank of New Zealand**
- National Bank of the Republic of North Macedonia
- Norges Bank (Norsko)**
- Central Reserve Bank of Peru**
- Bangko Sentral ng Pilipinas (Filipíny)**
- Polská národní banka*
- Banco de Portugal**
- National Bank of Romania**
- Centrální banka Ruské federace*
- Saudi Central Bank*
- National Bank of Serbia
- Monetary Authority of Singapore*
- Národní banka Slovenska
- Banka Slovenije (Slovinsko)
- South African Reserve Bank*
- Bank of Spain*
- Sveriges Riksbank (Švédsko)*
- Švýcarská národní banka*
- Bank of Thailand*
- Central Bank of the Republic of Turkey*
- Central Bank of the United Arab Emirates**
- Bank of England*
- Federal Reserve Board of Governors (USA)
- Státní banka Vietnamu**